# Veľká Čierna
Veľká Čierna (in ungherese Nagycserna) è un comune della Slovacchia facente parte del distretto di Žilina, nella regione omonima.